# Tuña
Tuña es una parroquia del concejo de Tineo en el Principado de Asturias (España). Fue galardonado con el Premio al Pueblo Ejemplar de Asturias en el año 2000. En esta parroquia nacieron el general Rafael del Riego y el escritor en asturiano Antón García. El pueblo de Tuña destaca por el número de casonas palaciegas que alberga pertenecientes a diferentes familias nobiliarias. En 2020 contaba con 200 habitantes.

## Patrimonio

### Casa-Torre de los Cienfuegos
La casa torre de los Cienfuegos es una construcción del siglo XV. Este palacio en un estado de conservación regular fue el lugar de nacimiento de Pedro Cienfuegos y Villazón que fue obispo de Popayán, Trujillo y Michoacán.

### Palacio de los Riego y Tineo de Tuña(El Barreiro)

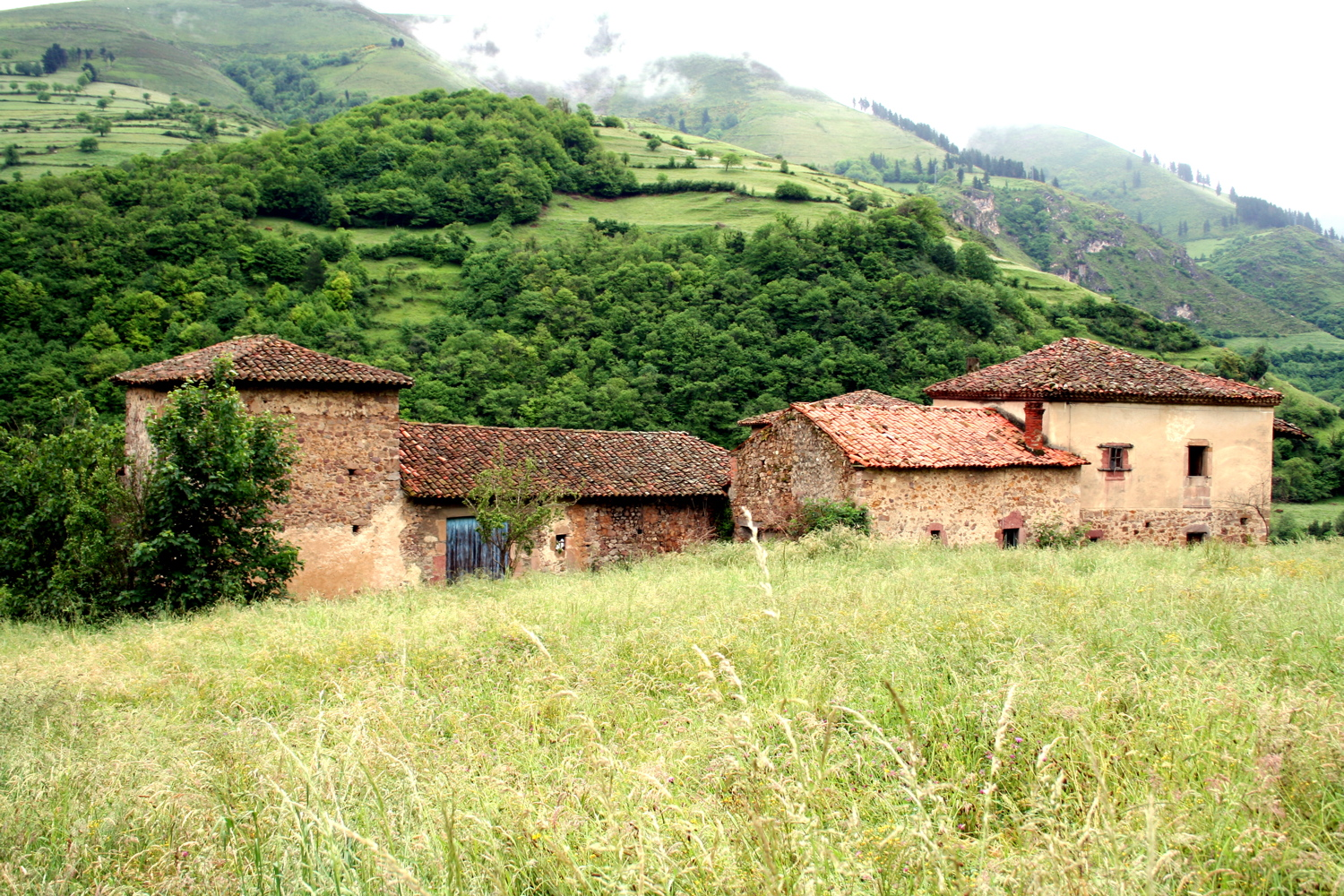
Palacio de los Riego y Tineo de Tuña.

Antiguo mayorazgo de los Riego y Tineo. Este palacio tiene sus inicios en el siglo XIII si bien la torre es del siglo XIV. Situado en la ladera del monte dominando el pueblo de Tuña. Destaca el magnífico escudo de piedra de armas de la familia en el que aparecen el blasón de la misma,así como los de otros linajes emparentados con la misma (Peláez de Arganza, Queipo de Llano y Valdés) (ver imagen).

### La Chamborra
Esta casona de arquitectura popular es del siglo XVIII es famosa por ser la casa natal del general Riego. Esta casa ha sido restaurada en la década de 1980 por el gobierno del Principado de Asturias. Destaca en la fachada el escudo de armas en piedra de los Rodríguez de Tuña, Peláez de Arganza y Pambley.

### Santa María de Tuña

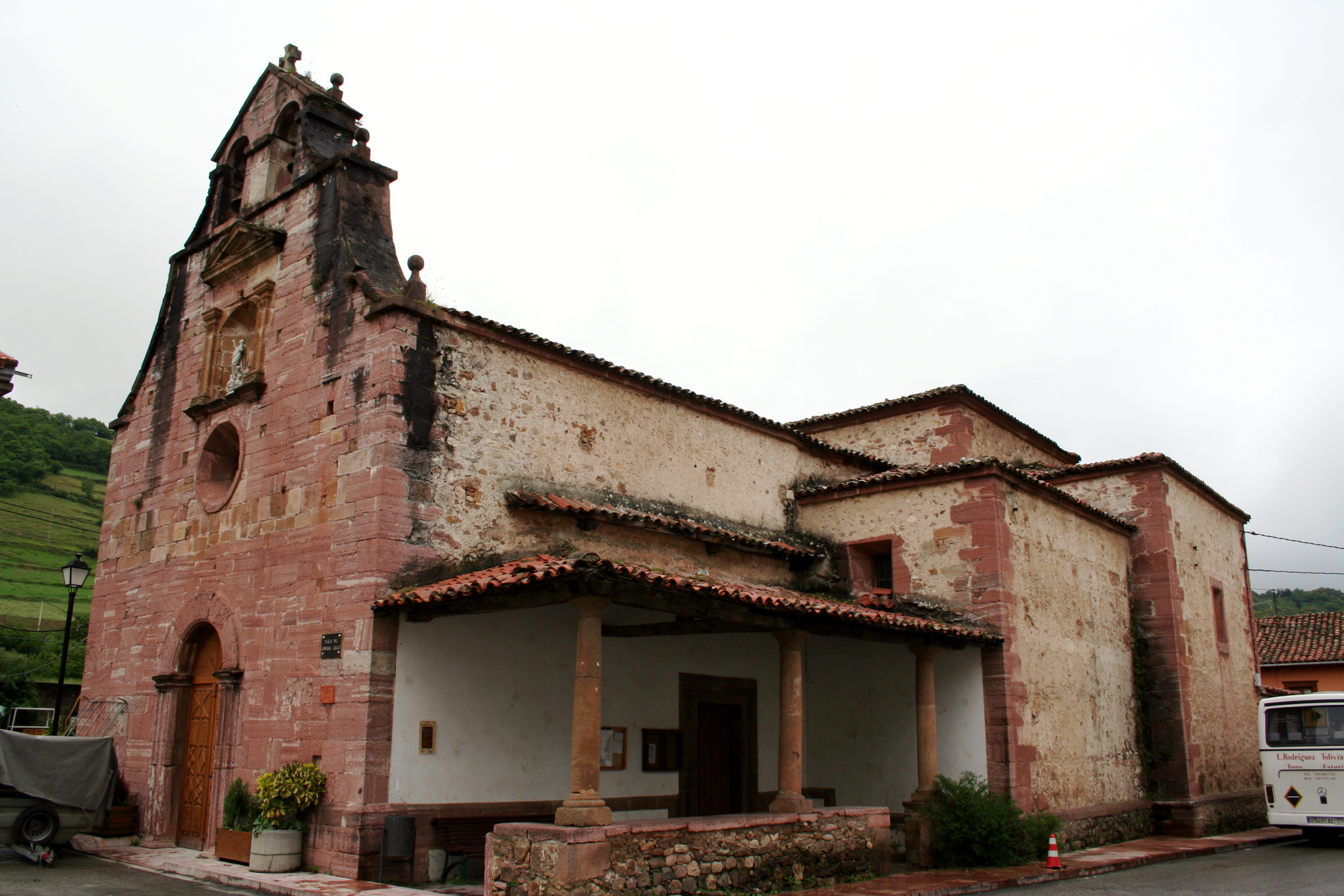
Iglesia de Santa María de Tuña.

En este templo fue bautizado el general Riego. Este templo del siglo XVIII posee un altar mayor obra de Palomino. Posee además diferentes retablos que decoran las capillas de las familias nobiliares de las importantes familias de la zona. Entre los retablos se puede destacar el de los Flórez-Valdés, proveniente del templo anterior del siglo XIII. En este retablo destacan las armas de las linajudas de las familias.
Otro retablo a destacar en el templo es el que corona la capilla de los Riego y Tineo de Tuña. Destaca en él las armas de ambas familias siendo datado en el siglo XVIII.

### Torre de Tuña
Esta torre data del siglo XIV, contiene la piedra de armas de los García de Tineo y los García Bernardo. Se trató de la mayor torre defensiva del pueblo.
En las fuentes históricas encontramos referencias en múltiples autores, destacando su origen medieval (Siglo XIV), y carácter defensivo. La primera referencia documental data del año 1558 y nos describe su planta cuadrada, con tres pisos indiferenciados.
Fue sede de familias importantes, según antiguas crónicas, el solar fue fundado por D. García Bernardo y Hares de Cabranes, quien se casó con Dña. Inés de Riego. Posteriormente fue adquirido por los señores de la casa del Barreiro y siglos después por enlaces de familia pasó a la familia García Miranda.

### Palacio de Cabo del Río

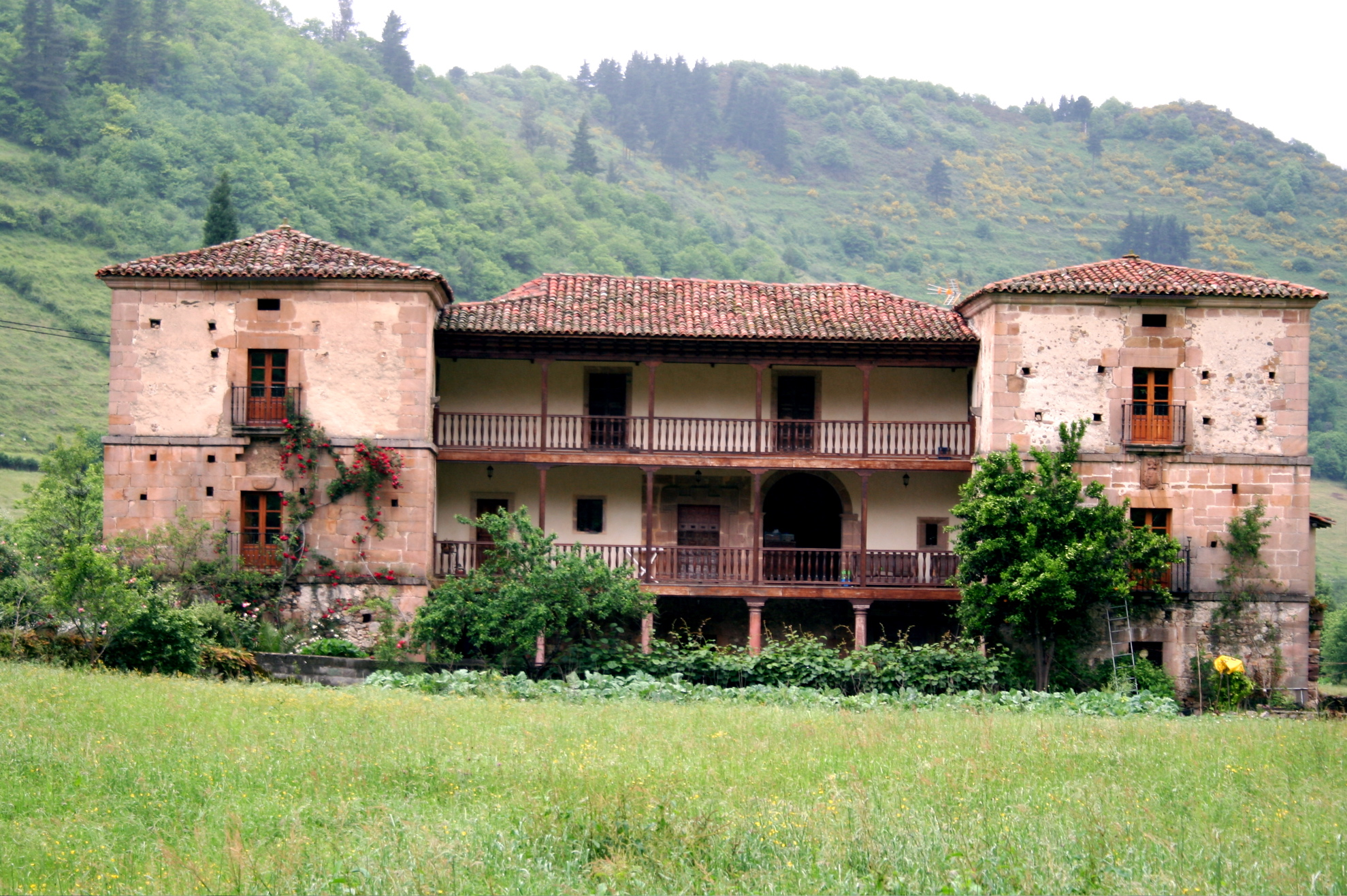
Palacio de Cabo del río desde el puente romano.

Situado en la vega del río Tuña, se encuentra esta gran casona del siglo XVIII. Este edificio nobiliario se erige sobre los restos de un anterior palacio de los Rodríguez de Tuña que fue derruido por una riada originada por la Fana de Genestaza. Esta casona ha sido sede de las familias nobiliarias de Rodríguez de Tuña - Nuñez de Tuña. En su fachada se puede divisar el escudo de armas en piedra de los Rodríguez de Tuña y los Peláez de Arganza. En esta casa nació el padre del general de Riego.

### Casa de Flórez-Valdés
Esta casa conocida como las de Flórez-Valdés, Casa de Doña María (por ser el nombre de su última habitante) o torre de Campomanes posee una torre del siglo XIV. en la fachada se puede contemplar el escudo de piedra con las armas de los Quiñones Sierra, Flórez y Rodríguez de Tuña. el conjunto de la casa se completa con palacio, panera y pajar siendo un claro ejemplo de casona de la aristocracia rural asturiana.

### Ponte de Carral

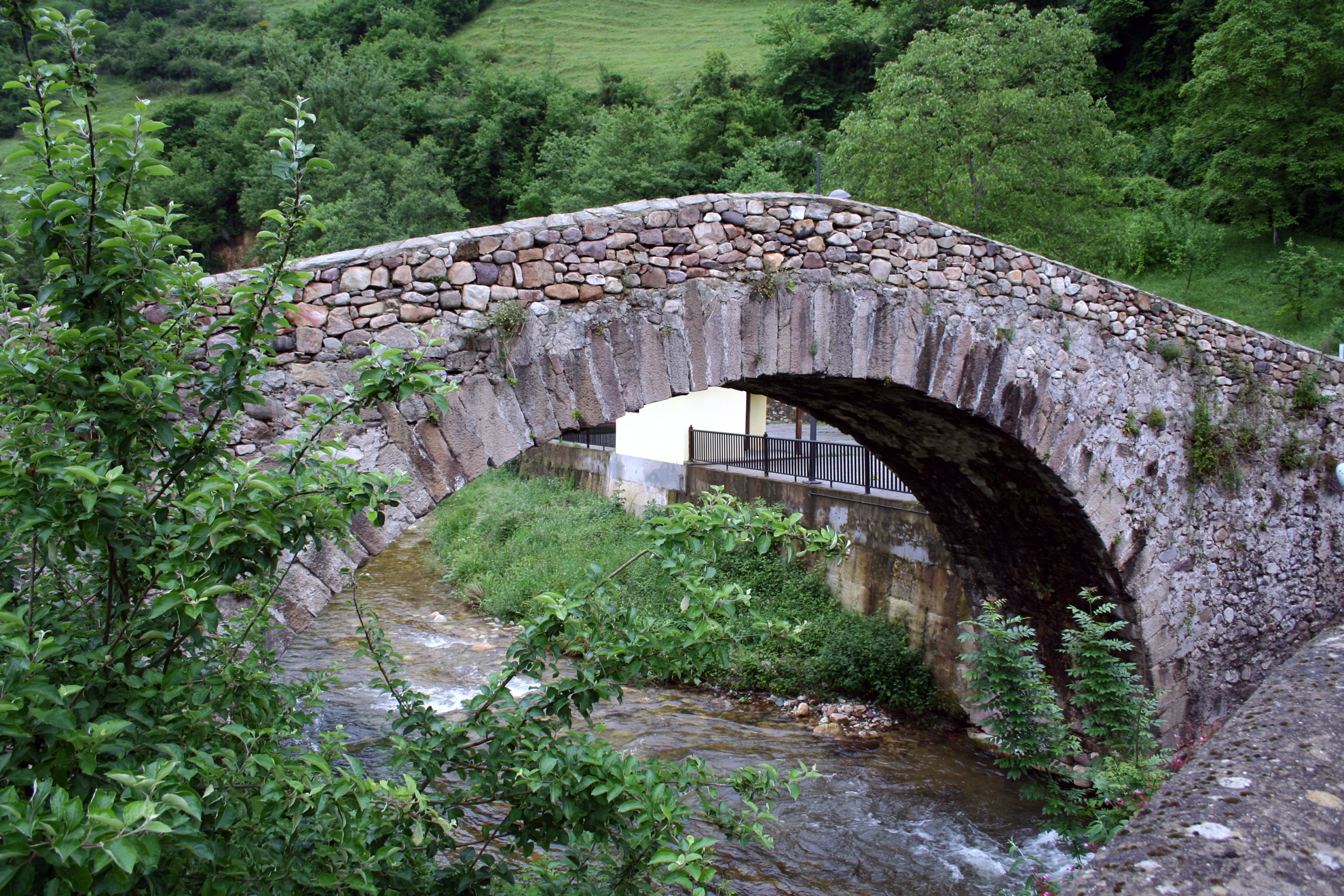
Ponte de Carral.

Este puente está construido sobre otro anterior de época romana. Está construido, de forma alomada y arco de medio punto, sobre la anterior calzada romana que unía Lugo en Galicia con Astúrica Augusta (Astorga). Esta calzada tenía gran importancia puesto que por esta calzada pasaba todo el oro explotado por los romanos en la zona, camino de la capital del convento jurídico. Hoy en día se puede observar en el entorno la reproducción de un Lar Vial que fue inaugurado por el Príncipe de Asturias S.A.R El Príncipe Felipe.
Según la leyenda en sus cimientos se encuentra una piel de vaca hecha de oro.

### Ara romana de los Lares Viales

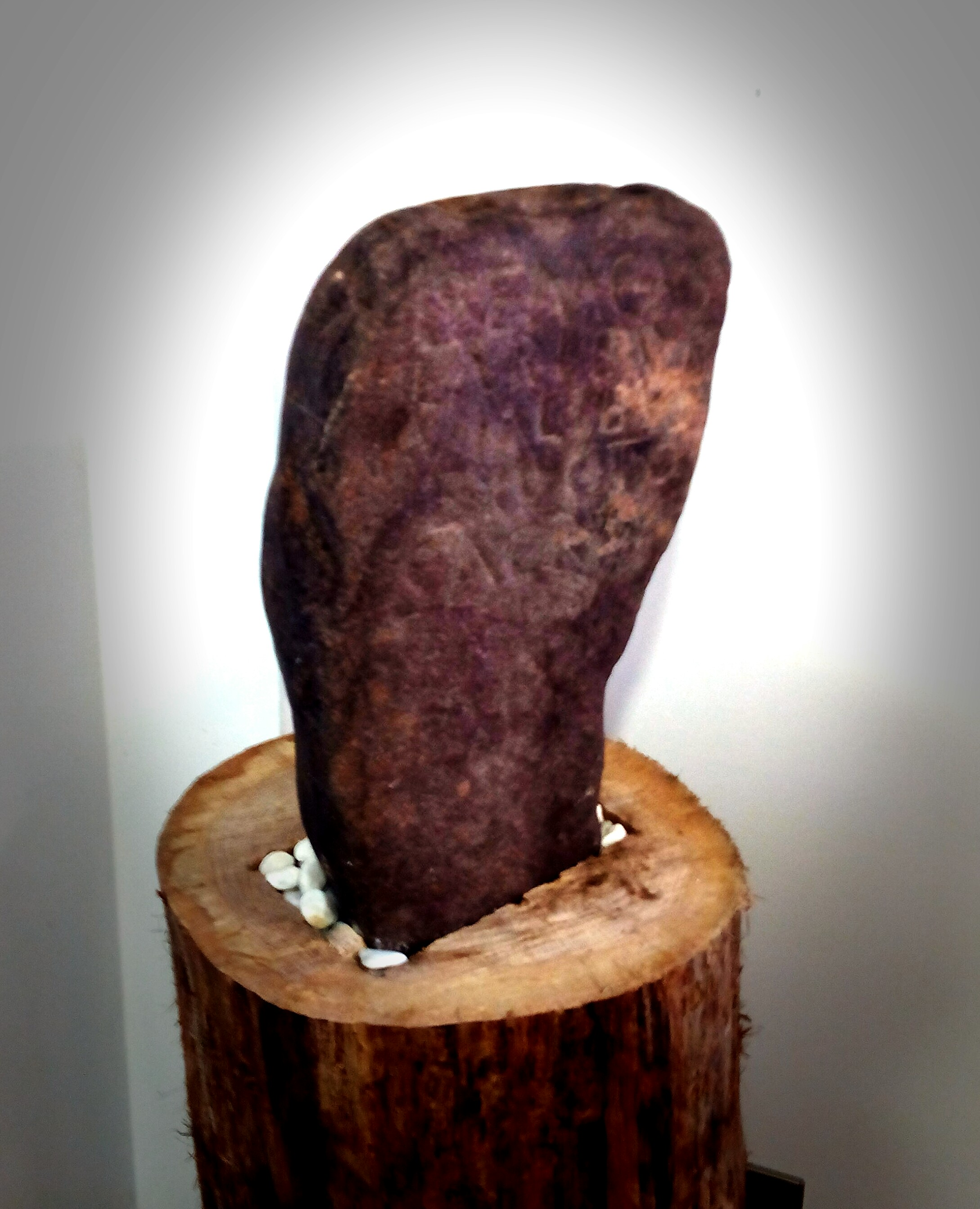
Ara romana dedicada a los Lares Viales hallada en El Barreiro. Expuesta en la Casa de Cultura desde 2017.

Ara romana hallada en 1983 entre las piedras de una de las dependencias del Palacio de los Riego y Tineo de Tuña (El Barreiro). Está dedicada a los Lares Viales, divinidades protectoras los caminos, por lo que se cree que en las proximidades del lugar del hallazgo discurría una calzada romana. Su datación la hace proceder del siglo II de nuestra era. La inscripción, que aún se puede leer nos indica la dedicatoria: SEM CAS LARIBVS VIALIBVS EXVOTO SACRVM , o lo que es lo mismo: Sempronio Casio dedica esta ara a los Lares Viales. Se encuentra expuesta desde el año 2017 en el salón de actos de la Casa de Cultura de Tuña, llamado Jesús del Riego en honor a quien la custodió desde su hallazgo y la donó al pueblo de Tuña, solar de su familia, los Riego y Tineo de El Barreiro.

## Fiestas

### San Blas
Es una fiesta ganadera en la que ganaderos de Asturias traen sus vacas y caballos (principalmente) e intentan venderlos. También hay puestos de artesanía y de naranjas, porque es tradición en San Blas llevarse una bolsa de naranjas. Esta fiesta se celebra el día 3 de febrero.

### Festival de la Lana
En esta fiesta se invitan a guilandeiras a que se luzcan demostrando lo que saben hacer, se hace una costillada y por la noche hay una verbena. También hay muchos puestos de artesanía, hay una exposición de fotos, juegos tradicionales y un hombre de Tuña hace una demostración de cómo se esquila a las ovejas. Esta feria se lleva a cabo el primer sábado de junio.

### Corpus Christi

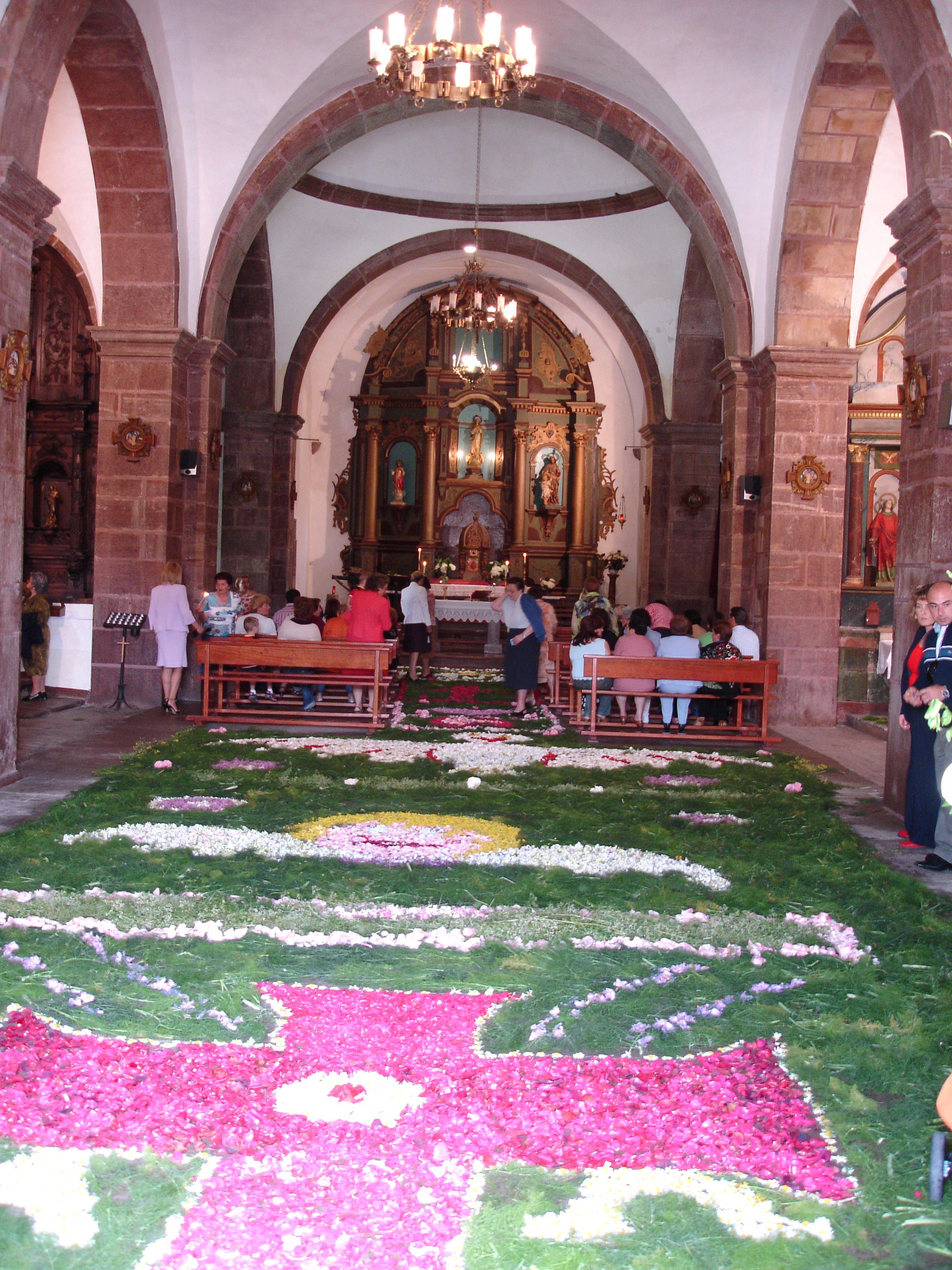
Alfombra Floral.

La festividad de Corpus era, años atrás, la fiesta sacramental del pueblo pero por unos motivos u otros, probablemente por celebrarse en Jueves, se perdió por nada menos que 39 años. Fue en 1999 cuando la Asociación de Mujeres “Cuarto de la Riera” decidió recuperarla. La celebración consiste en una misa y una procesión por el pueblo visitando dos altares, uno instalado en la casa natal de Riego y otro en casa Solís. Tampoco puede faltar la alfombra floral en la iglesia que las mujeres de la asociación realizan cada año con más éxito.
La Procesión, acompañada por el incesante repique de las campanas, consta de El Cristo, la Virgen de Fátima y el sacerdote llevando la Custodia con el Cuerpo de Cristo. El Sacerdote va bajo palio el cual fue confeccionado por miembros de la asociación, al igual que el pendón, otro elemento importante recuperado para la procesión. Dado que la festividad de Corpus es de alegría y exaltación de la imagen de Cristo no pueden faltar en la ceremonia los cánticos tales como “Cantemos al Amor de los Amores” que tradicionalmente se entona al entrar la procesión al templo.
En los últimos años la celebración no se queda solo en la misa y procesión sino que se vienen organizando también comida o verbena.

### Cristo de Tuña
El Cristo de Tuña se celebra a finales de septiembre y consta de tres días. El primer día se come el bollo y hay una gran verbena por la noche. El segundo día hay otra gran verbena por la noche. El tercer día se saca el Cristo en procesión junto con una misa, hay un partido de fútbol sala en la cancha de fútbol de Tuña entre Tuña y Merillés que es otro pueblo muy cercano. Al final se celebra la última verbena por la noche. El Cristo se saca en procesión junto a la misa porque es una tradición y como culto exterior, para que todo el pueblo lo pueda ver y venerar.

## Galería de imágenes

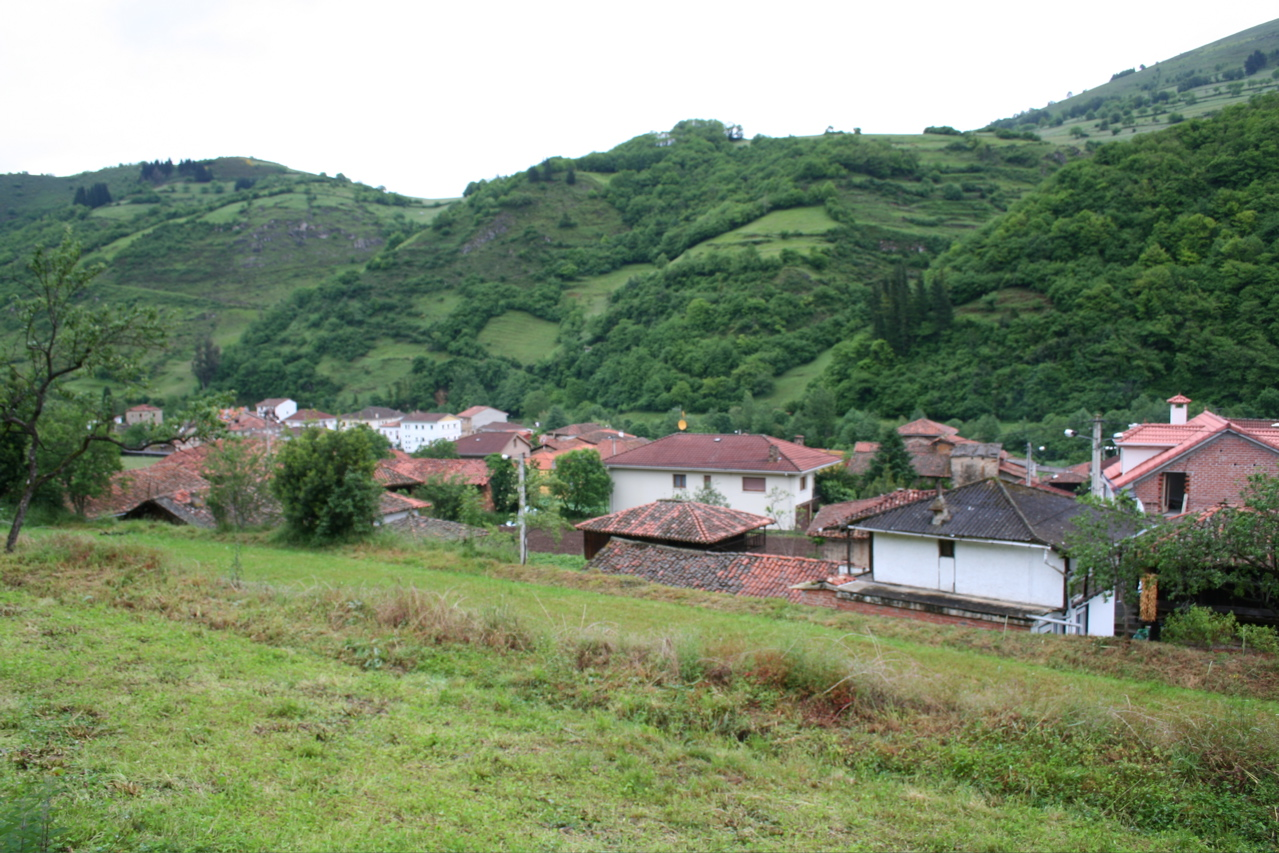
Imagen general de Tuña.
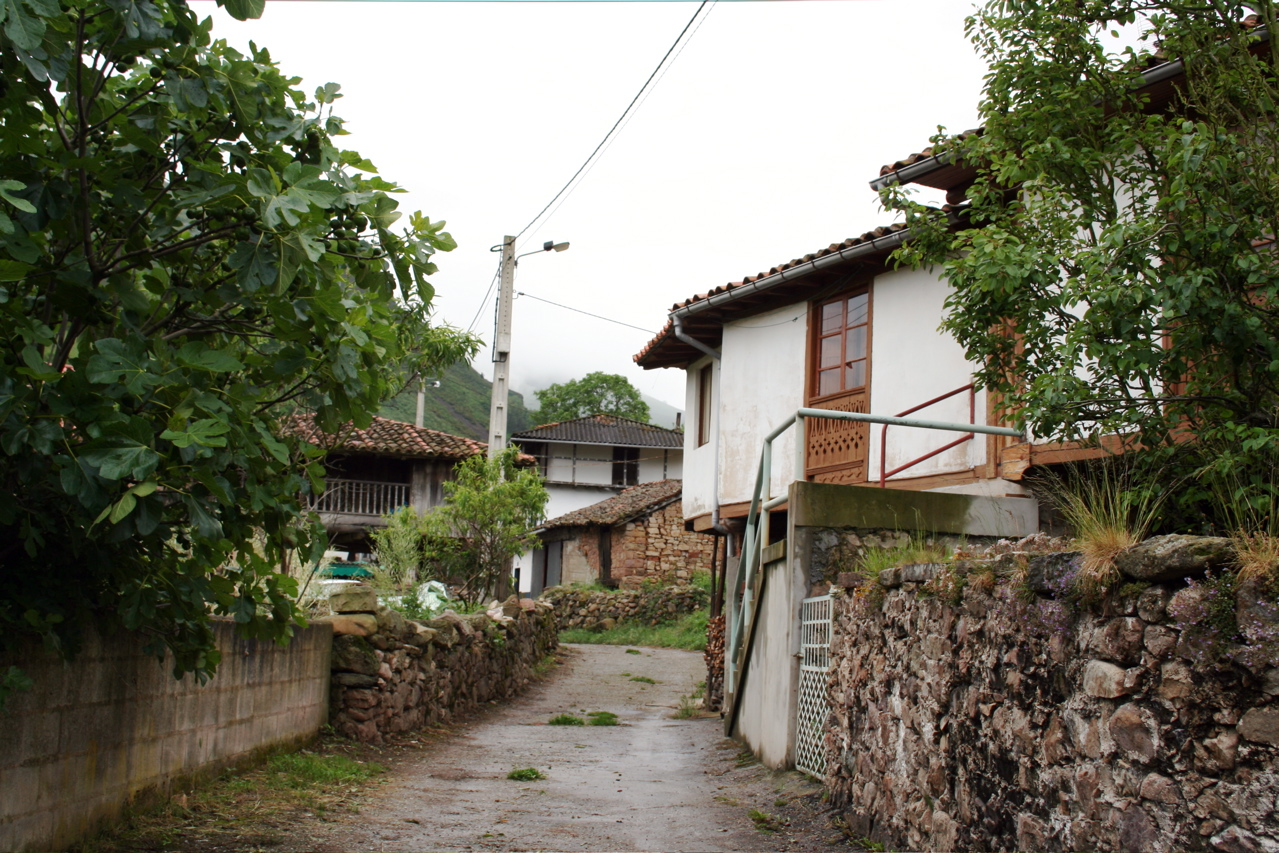
Imagen de Tuña.
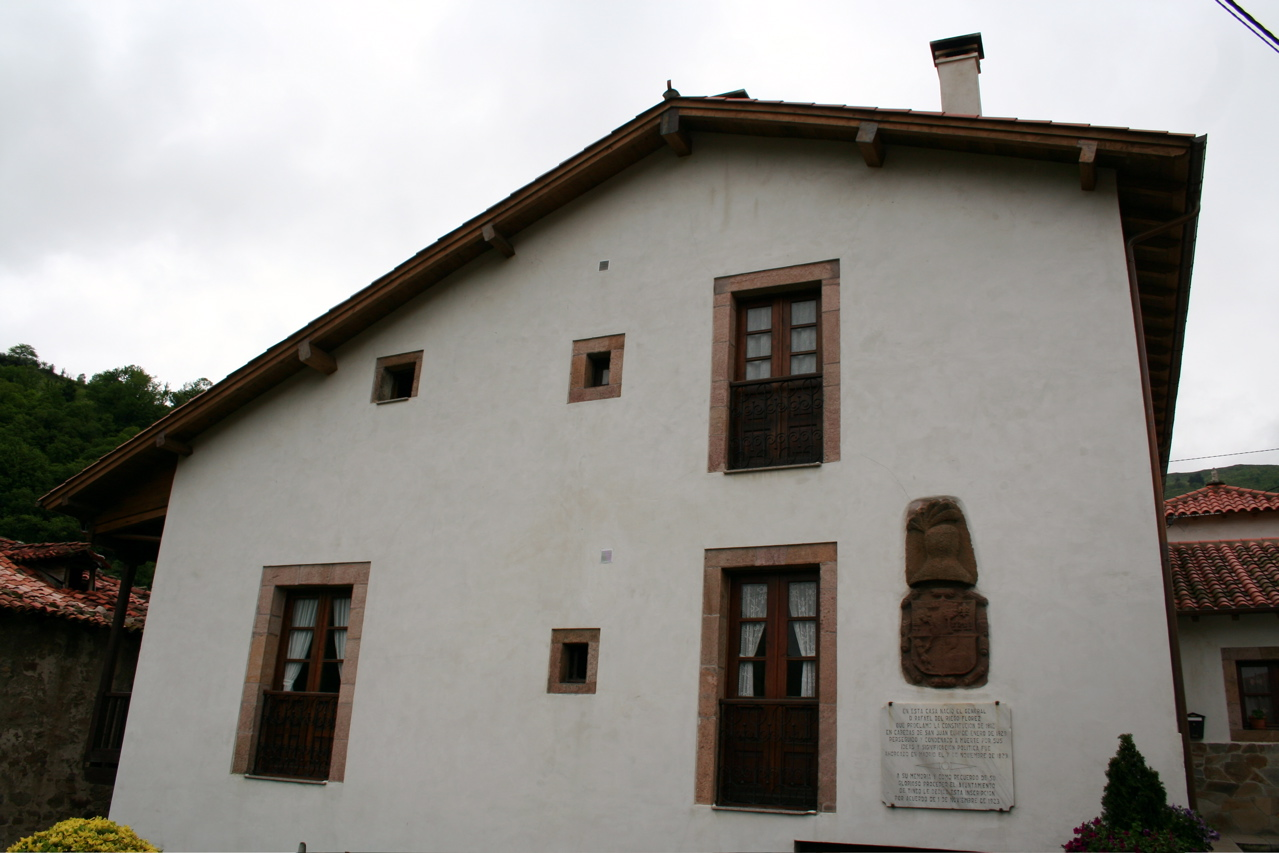
La Chamborra, casa natal del general Rafael del Riego.
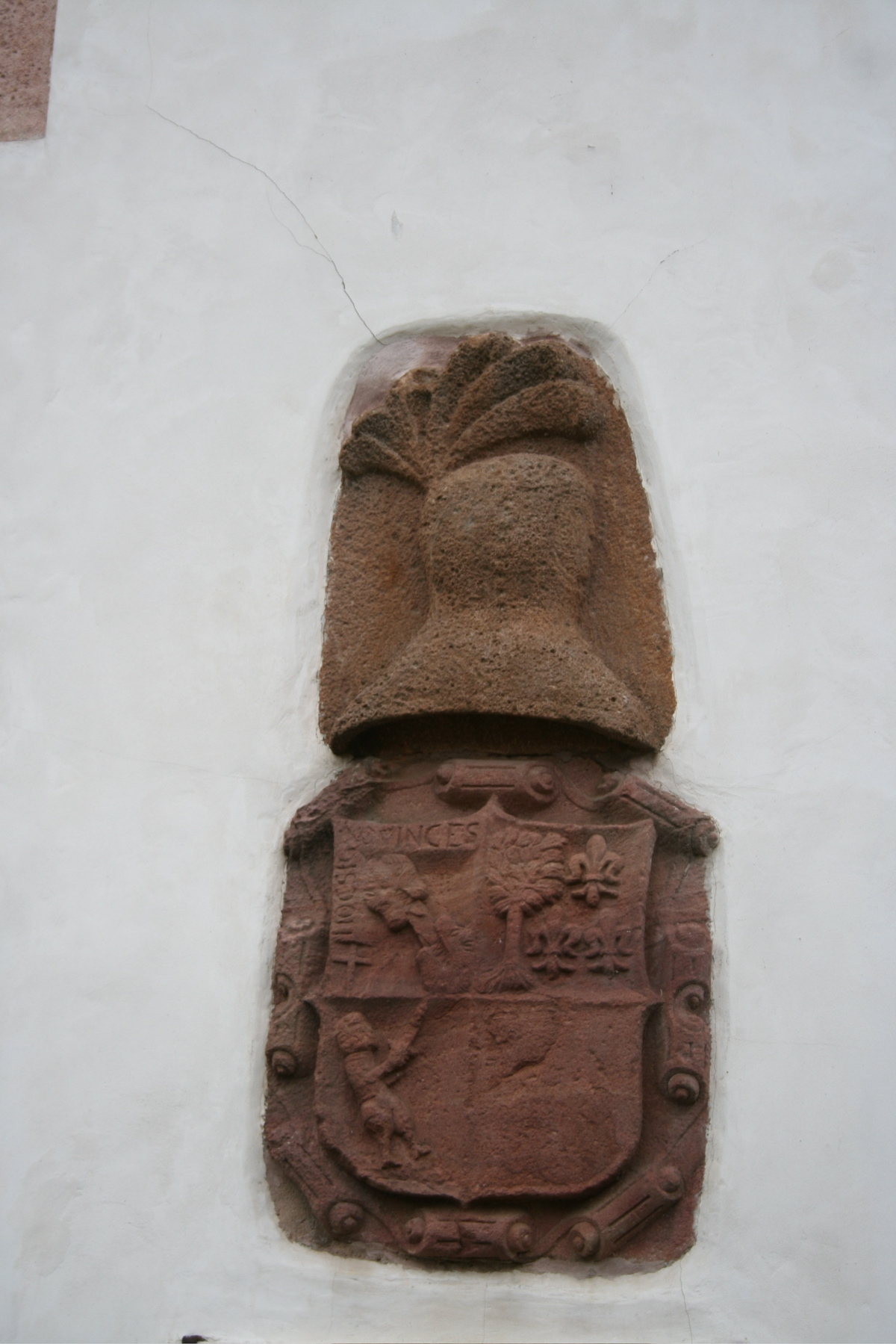
Escudo de Riego en la fachada de su casa natal, La Chamborra.
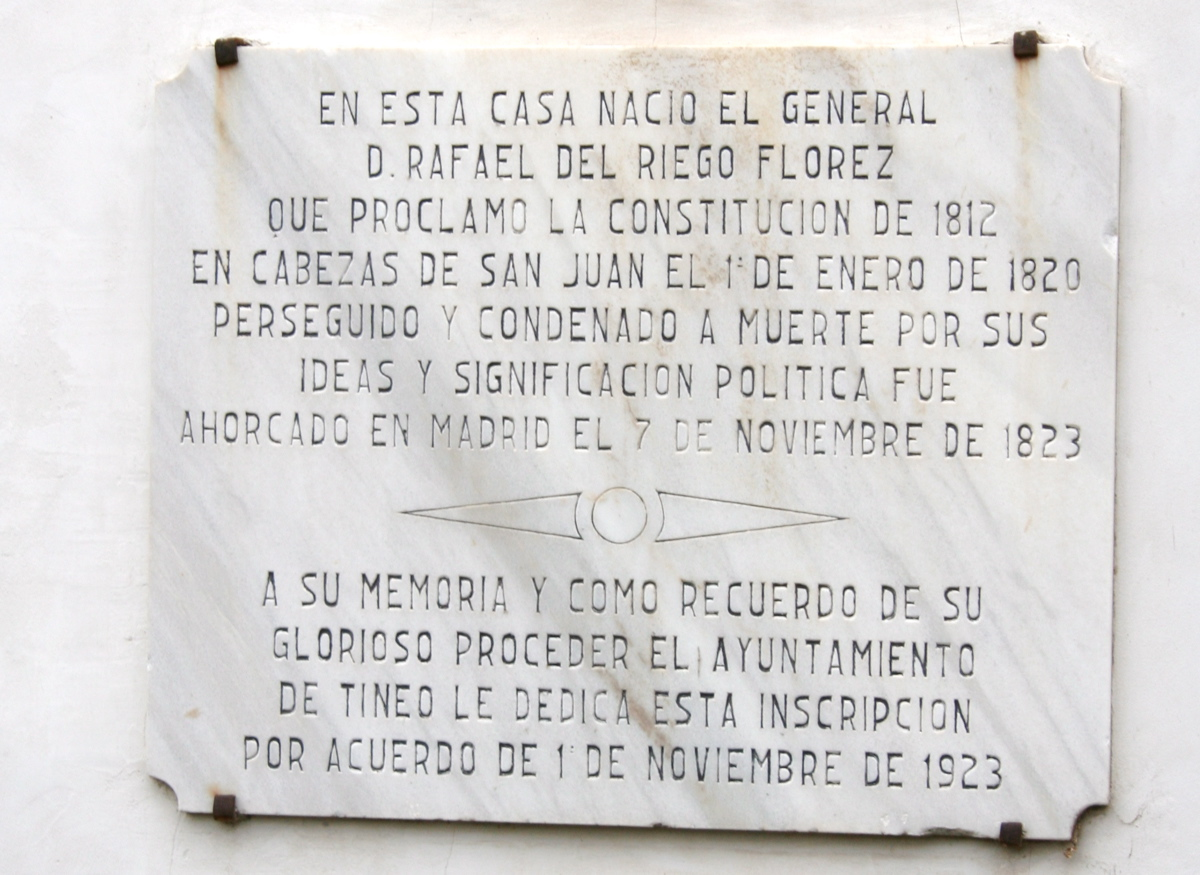
Placa de 1923 a la memoria del General Riego en su casa natal
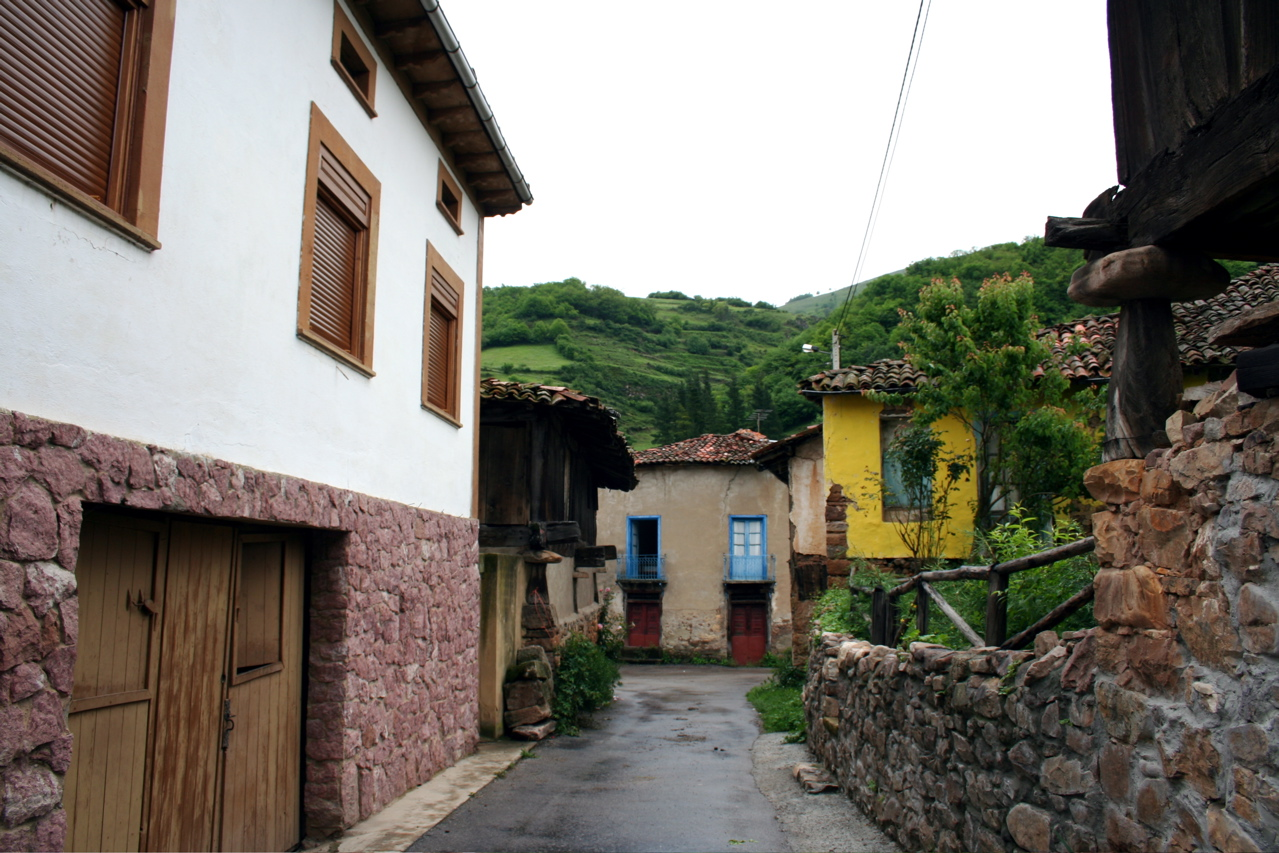
Imagen de Tuña.
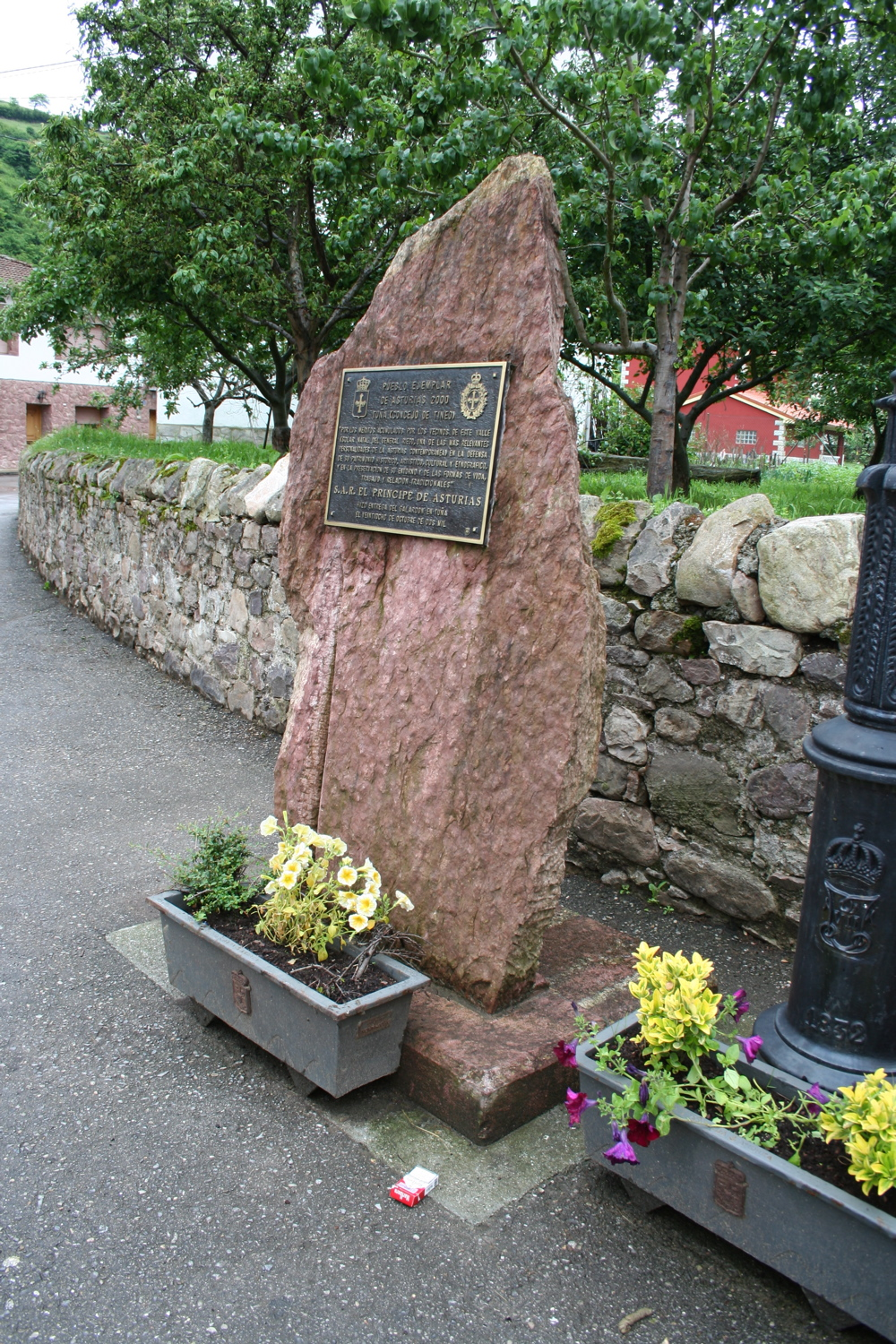
Placa con motivo de la visita del Príncipe de Asturias para la entrega al pueblo ejemplar de Asturias.
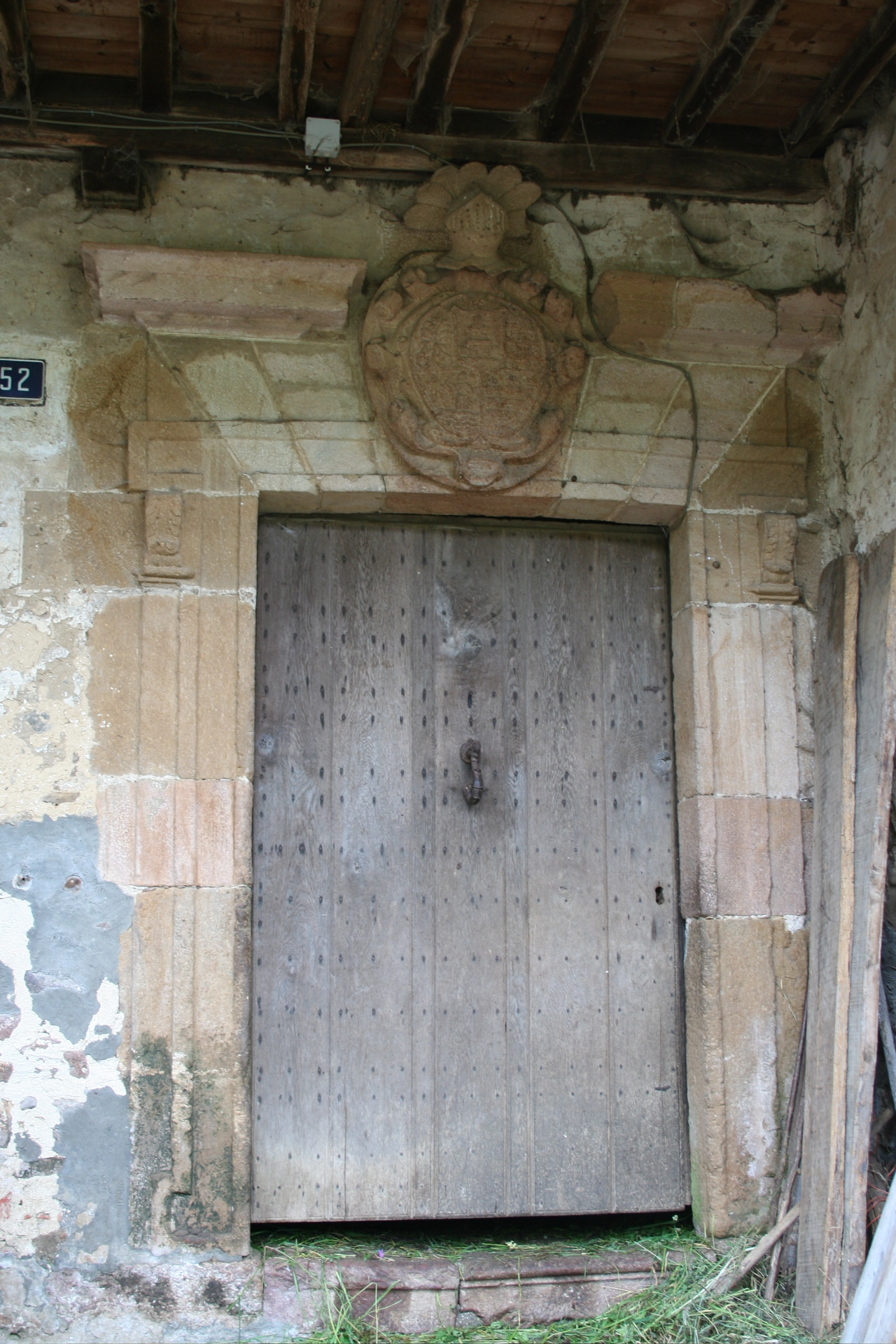
Escudo situado en el palacio de los Riego y Tineo (El Barreiro) de Tuña.
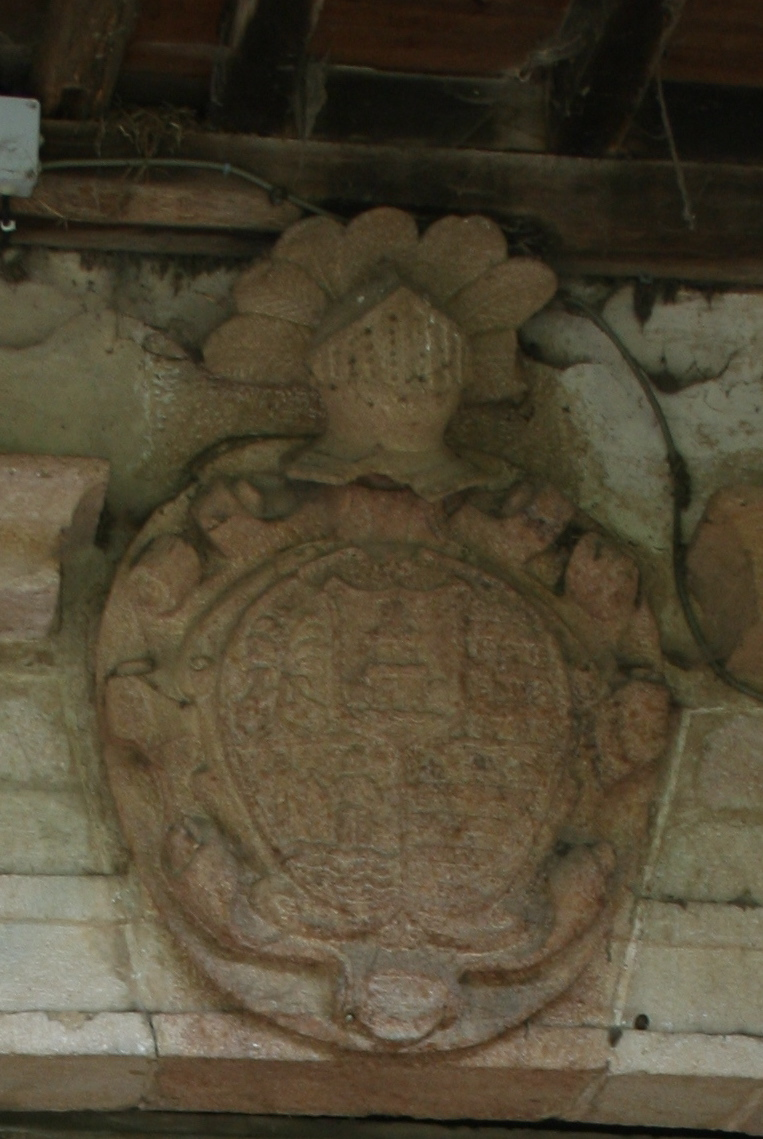
Detalle del escudo del palacio de los Riego y Tineo (El Barreiro) de Tuña.
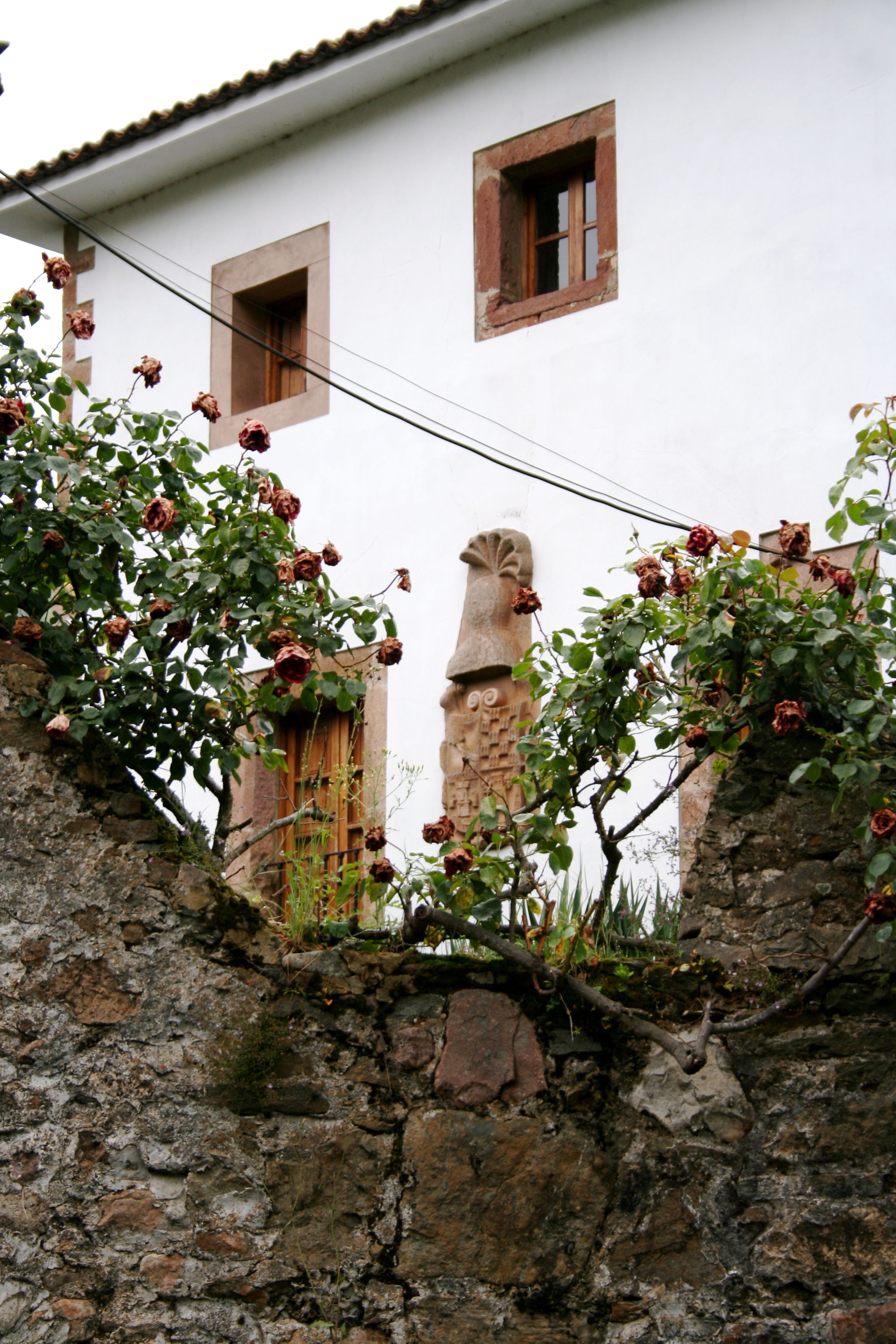
Casa de los Flórez-Valdés con el escudo de armas de la familia
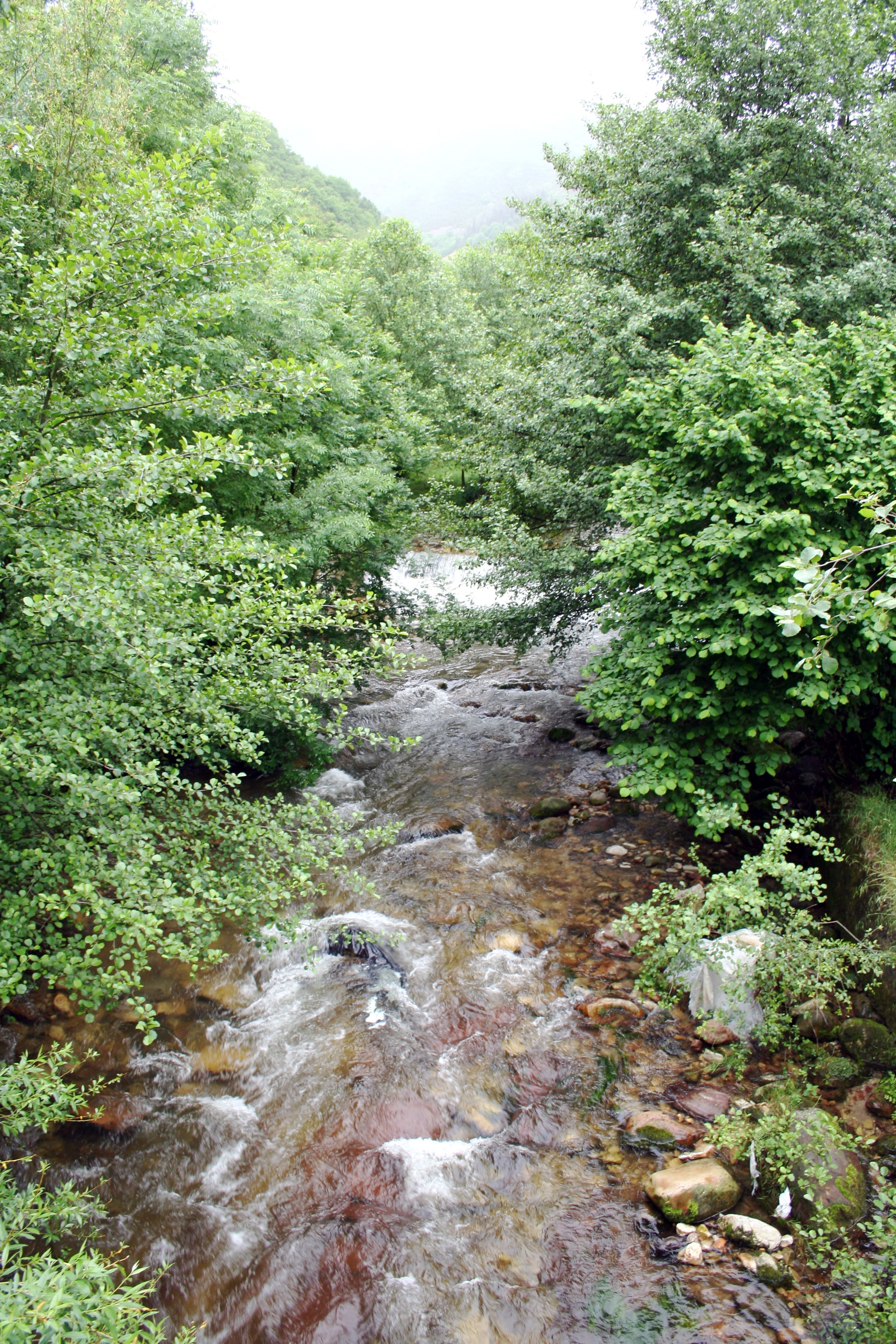
Río Tuña a su paso por Tuña.
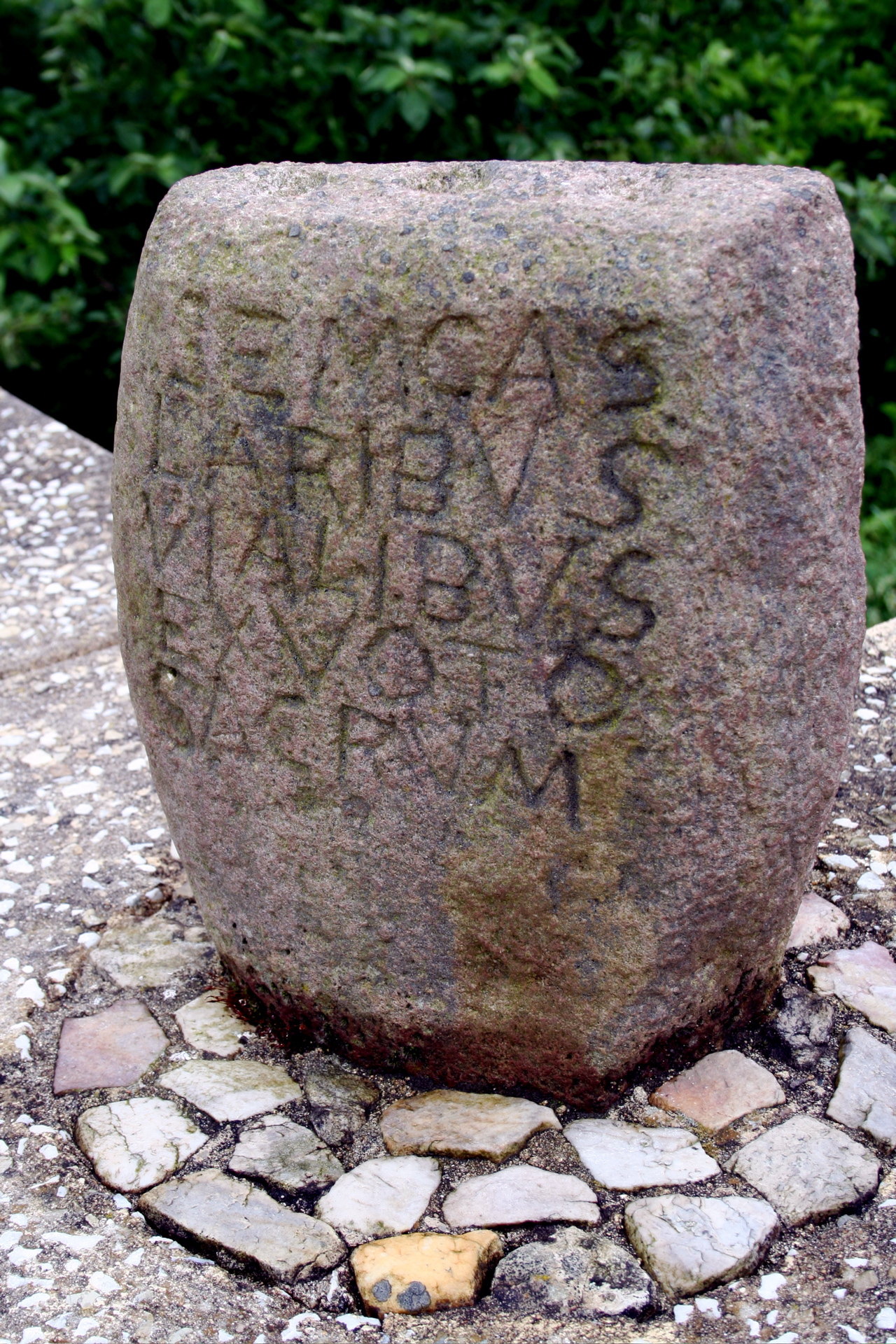
Reproducción de estela romana dedicada a los Lares Viales en las proximidades del ponte de Carral en Tuña